# Jiří Douda
Jiří Douda (* 22. dubna 1957) je bývalý český fotbalista, útočník.

## Fotbalová kariéra
V československé lize hrál za TJ SU Teplice. Nastoupil v 10 ligových utkáních. Do Teplic přišel z Ústí nad Labem a do Ústí nad Labem se zase vrátil.

## Ligová bilance
| Ročník                                   | Zápasy | Góly | Klub                             |
| ---------------------------------------- | ------ | ---- | -------------------------------- |
| Česká národní fotbalová liga 1977/78     | -      | -    | Spartak Armaturka Ústí nad Labem |
| 1. československá fotbalová liga 1978/79 | 10     | 0    | SU Teplice                       |
| Česká národní fotbalová liga 1981/82     | 6      | 1    | VTJ Tábor                        |
| Česká národní fotbalová liga 1981/82     | 11     | 0    | SU Teplice                       |
| Česká národní fotbalová liga 1982/83     | 15     | 0    | SU Teplice                       |
| Česká národní fotbalová liga 1984/85     | 23     | 1    | Spartak Ústí nad Labem           |
| Česká národní fotbalová liga 1987/88     | 27     | 5    | Spartak Ústí nad Labem           |
| Česká národní fotbalová liga 1988/89     | 26     | 6    | Spartak Ústí nad Labem           |
| CELKEM 1. liga                           | 30     | 4    |                                  |